# Partido Democrata (Estados Unidos)
O Partido Democrata (em inglês:  Democratic Party) é um dos dois partidos majoritários do atual sistema bipartidário dos Estados Unidos, ao lado do Partido Republicano. Com origens que remontam ao Partido Democrata-Republicano (fundado em 1791 por Thomas Jefferson), o atual Partido Democrata foi fundado em 8 de janeiro de 1828, fazendo dele uma das mais antigas agremiações políticas ainda em atividade do mundo.
Desde a década de 1930, o partido adota uma linha política de centro-esquerda, com um plataforma voltada para o liberalismo social, defendendo politicas de economia mista e justiça social. O partido adota uma visão moderna do liberalismo americano que defende igualdade social e econômica, junto com o chamado Estado de bem-estar social. O Partido Democrata também advoga mais participação do governo em questões econômicas na forma de melhores regulamentações do mercado. Estas visões, junto com a defesa do sistema universal de saúde, apoio a sindicatos, programas de assistência social, oportunidades iguais, proteção do consumidor e preservação ambiental, formam a plataforma ideológica do partido. Atualmente, a base eleitoral e política do Partido Democrata é composta basicamente por progressistas e centristas, com uma pequena parcela de democratas conservadores.
Cerca de dezesseis Democratas serviram como Presidente: o primeiro sendo Andrew Jackson, que serviu de 1829 a 1837, e o último sendo Joe Biden, que governou de 2021 a 2025. Após as eleições de 2024, os Democratas são o principal partido de oposição dos Estados Unidos, sendo minoria na Câmara dos Representantes e no Senado, além de ter menos governadores (23 de 50) e legislaturas estaduais (17 de 50) do que os Republicanos; porém ainda se conservam como a principal força política nas maiores cidades do país, como Boston, Chicago, Los Angeles, Filadélfia, Nova Iorque, São Francisco, Seattle e Washington, D.C.

## História
O Partido Democrata tem suas origens no Partido Democrata-Republicano, que foi fundado em 1792 por Thomas Jefferson, James Madison e outros opositores ao Partido Federalista. O Partido Democrata atual só surgiu na década de 1830, com a eleição de Andrew Jackson. Desde a nomeação de William Jennings Bryan em 1896, o partido tem se posicionado à esquerda do Partido Republicano em questões econômicas. Desde 1948, o partido tem sido mais liberal (de esquerda) em matéria de direitos civis. Quanto à política externa, ambos os partidos mudaram de posição por várias vezes.

### 1828–1860

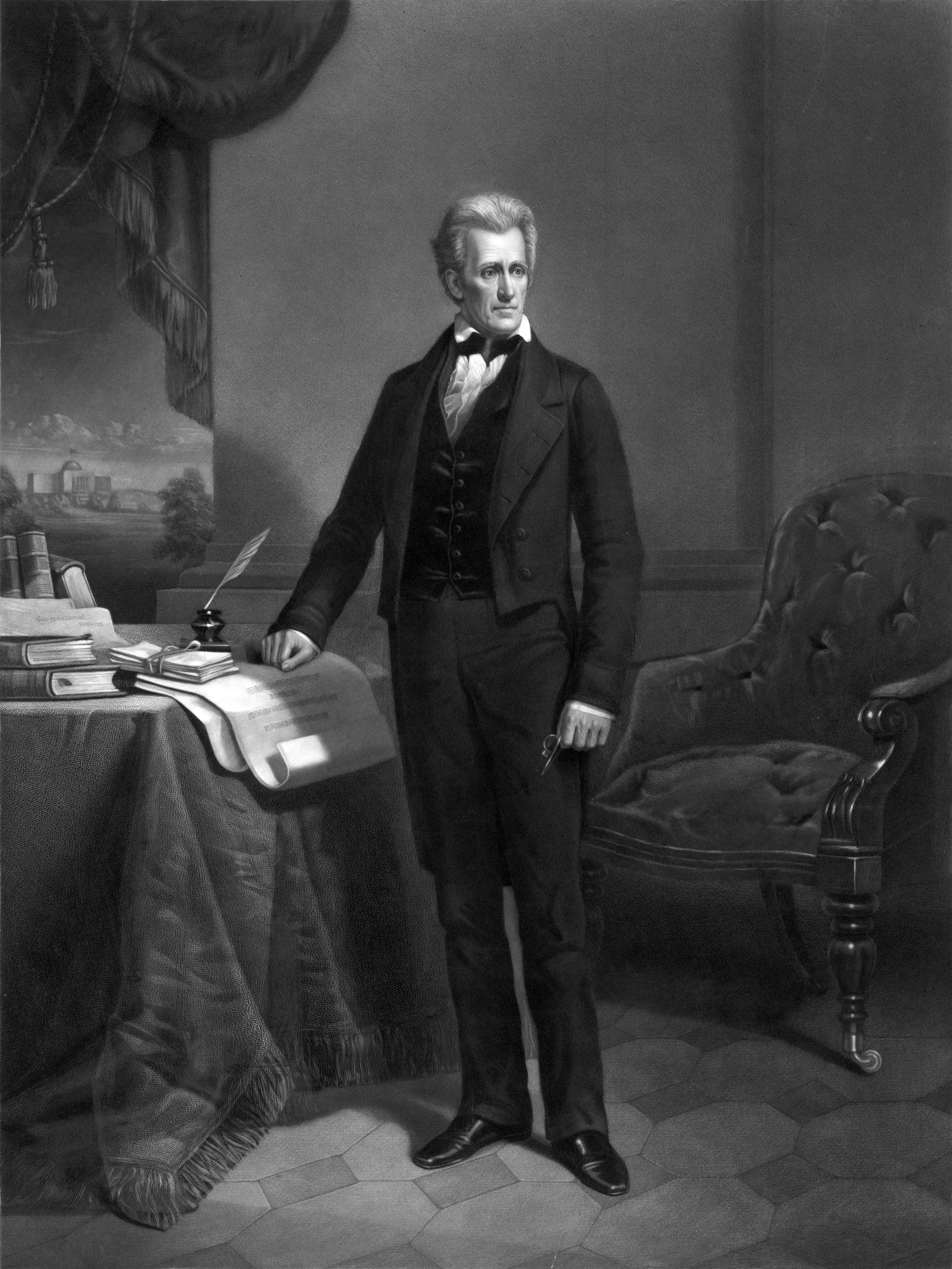
Andrew Jackson, considerado o primeiro presidente democrata.

O Partido Democrata surgiu a partir do Partido Democrata-Republicano, também chamado de Partido Republicano Jeffersoniano, que foi criado por Thomas Jefferson e James Madison em oposição ao Partido Federalista de Alexander Hamilton e John Adams. O Partido Democrata-Republicano defendia o republicanismo, um governo federal fraco, mais poder para os estados, interesses agrários (especialmente os agricultores do sul do país) e estrita obediência à constituição; e era contra a criação de um banco central, laços estreitos com a Grã-Bretanha e os interesses bancários e de negócios. Este partido chegou ao poder na eleição presidencial nos Estados Unidos em 1800.
Após a Guerra anglo-americana de 1812, o Partido Federalista virtualmente desapareceu e o único partido político do país passou a ser o Partido Democrata-Republicano. O período de unipartidarismo no país, conhecido como "Era dos Bons Sentimentos", durou de 1816 até o começo da década de 1830, com o surgimento de um partido rival, o Partido Whig. O Partido Democrata-Republicano, no entanto, também tinha divisões internas. Elas se tornaram evidentes na escolha do sucessor do presidente James Monroe. A facção que apoiava a maior parte dos antigos princípios jeffersonianos, liderada por Andrew Jackson e Martin Van Buren, se tornou o atual Partido Democrata. Como explica Norton:

Os jacksonianos acreditavam que a vontade popular havia finalmente prevalecido. Através de uma financeiramente pródiga coalizão de partidos estaduais, líderes políticos e editores de jornais, um movimento popular tinha eleito um presidente. Os democratas se tornaram o primeiro partido político bem-organizado do país… e disciplinada organização partidária se tornou a marca da política estadunidense no século XIX.

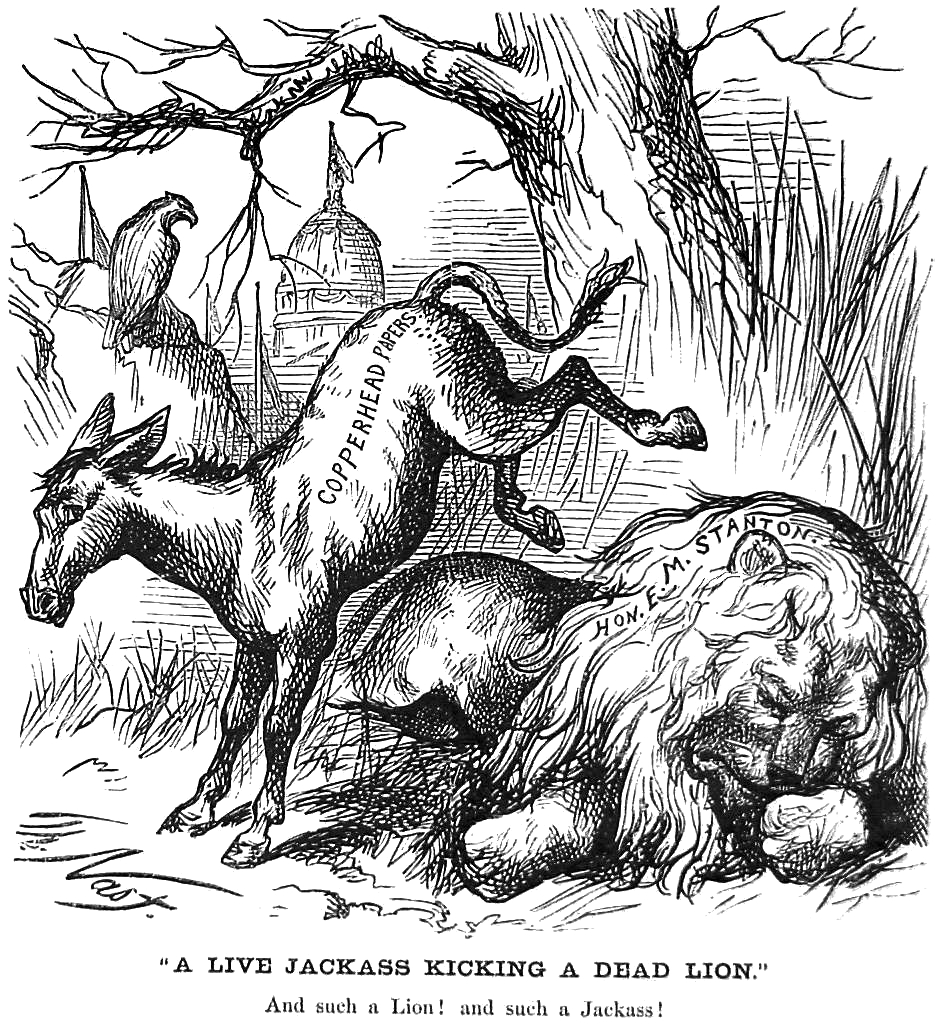
"Um burro vivo chutando um leão morto": caricatura de Thomas Nast publicada em 19 de janeiro de 1870 na revista Harper's Weekly. No burro, está escrito "jornais dos cabeças de cobre" (os "cabeças de cobre" eram uma facção dos democratas que se opunha à Guerra Civil dos Estados Unidos). No leão, está escrito o nome de Edwin M. Stanton, secretário de guerra do governo estadunidense durante a maior parte da guerra.

Facções opositoras lideradas por Henry Clay ajudaram a formar o Partido Whig. O Partido Democrata teve uma pequena porém decisiva vantagem sobre o Partido Whig até a década de 1850, quando o Partido Whig se esfacelou diante da questão da escravidão. Em 1854, revoltados diante do Ato de Kansas-Nebraska, que deixava a decisão sobre a escravidão nos novos territórios do oeste a cargo dos colonos, democratas antiescravistas deixaram o partido e se uniram aos whigs do norte para formar o Partido Republicano.
Com base nas plataformas defendidas pelo partido a nível local e a nível nacional, pode ser traçado um perfil do partido Democrata:
Os democratas representavam uma grande gama de visões, mas se uniam no conceito jeffersoniano de uma sociedade agrária. Eles viam o governo central como um inimigo da liberdade individual. A "barganha corrupta" de 1824 aumentou suas suspeitas em relação à política de Washington. …Os jacksonianos temiam a concentração de poder político e econômico. Eles acreditavam que a intervenção governamental na economia beneficiava grupos determinados e criava monopólios corporativos que favoreciam os ricos. Eles procuravam restaurar a independência do indivíduo — o artesão e o agricultor comum — através do fim do apoio federal a bancos e corporações e restringindo o uso de papel-moeda, no qual eles não confiavam. A sua definição do papel apropriado do governo tendia a ser negativa, e o poder político de Jackson se expressava largamente em atos negativos. Ele exercitou o poder de veto mais do que todos os presidentes anteriores juntos. Jackson e seus apoiadores também se opunham ao movimento reformista. Os reformistas cobravam uma maior ação governamental. Os democratas tendiam a se opor a programas como a reforma educacional com instauração de um sistema público de ensino. Eles acreditavam que a escola pública restringia a liberdade do indivíduo na medida em que interferia na responsabilidade dos pais e enfraquecia a liberdade religiosa ao substituir as escolas das igrejas. Jackson também não compartilhava das ideias humanitárias dos reformistas. Ele não tinha simpatia pelos povos nativos dos Estados Unidos, e iniciou a remoção dos cheroquis ao longo da Trilha das Lágrimas.

### 1860–1900

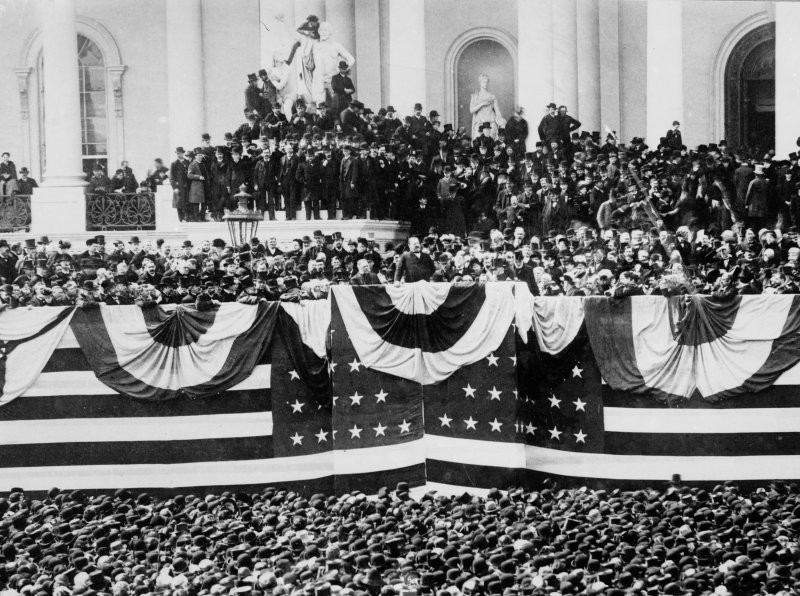
Grover Cleveland, na sua posse, em 1885.

Os democratas se dividiram na escolha do sucessor do presidente James Buchanan entre norte e sul: o partido apresentou duas candidaturas à eleição presidencial nos Estados Unidos em 1860, na qual o Partido Republicano ganhou importância. Os radicais escravistas "comedores de fogo" lideraram greves tanto na convenção democrata de abril no Institute Hall de Charleston, Carolina do Sul quanto na convenção de junho em Baltimore quando o partido não adotou uma resolução apoiando a extensão da escravidão aos novos territórios mesmo se os eleitores desses territórios não o quisessem. Estes "democratas do sul" apresentaram a candidatura de John C. Breckinridge para presidente e Joseph Lane para vice-presidente. Os "democratas do norte" apresentaram a candidatura de Stephen A. Douglas para presidente e Herschel Vespasian Johnson para vice-presidente. Alguns democratas do sul apoiaram a candidatura do Partido da União Constitucional, com John Bell para presidente e Edward Everett para vice-presidente. A divisão dos democratas levou a uma vitória dos republicanos, e Abraham Lincoln foi eleito o 16.º presidente dos Estados Unidos.
Com a eclosão da Guerra de Secessão, os democratas do norte se dividiram em democratas de guerra e democratas de paz. Os Estados Confederados da América, cientes da confusão reinante na política do país no período pré-guerra e com uma premente necessidade de união, viam francamente os partidos políticos como inimigos da boa governança. Consequentemente, os Estados Confederados não tinham nenhum partido político, ou pelo menos nenhum com tanta organização quanto os partidos políticos do norte. A maior parte dos democratas de guerra se uniu ao presidente Abraham Lincoln e ao Partido União Nacional na eleição presidencial nos Estados Unidos em 1864. O Partido da União Nacional apresentou a candidatura de Andrew Johnson, que veio a suceder Abraham Lincoln na presidência em 1865. Os democratas se beneficiaram do ressentimento dos brancos do sul com a Reconstrução dos Estados Unidos e consequente hostilidade para com os republicanos. Depois que os "redentores" (coalizão conservadora do sul) encerraram a reconstrução na década de 1870, e em seguida ao violento processo de "desemancipação dos afro-americanos" liderada por políticos democratas adeptos da supremacia branca como Benjamin Tillman nas décadas de 1880 e 1890, o sul passou a votar predominantemente nos democratas, e passou a ser conhecido como "Sul Sólido". Embora os republicanos só não tivessem ganho duas eleições, os democratas continuavam competitivos. O partido era dominado pelos pró-negócios (e conservadores) "democratas bourbons" liderados por Samuel J. Tilden e Grover Cleveland, que: representavam interesses mercantis, bancários e de ferrovias; se opunham ao imperialismo e à expansão além-mar; lutavam pelo padrão-ouro; e combatiam o bimetalismo, a corrupção, os altos impostos e as taxas alfandegárias. Grover Cleveland foi eleito para mandatos presidenciais não consecutivos em 1884 e 1892.

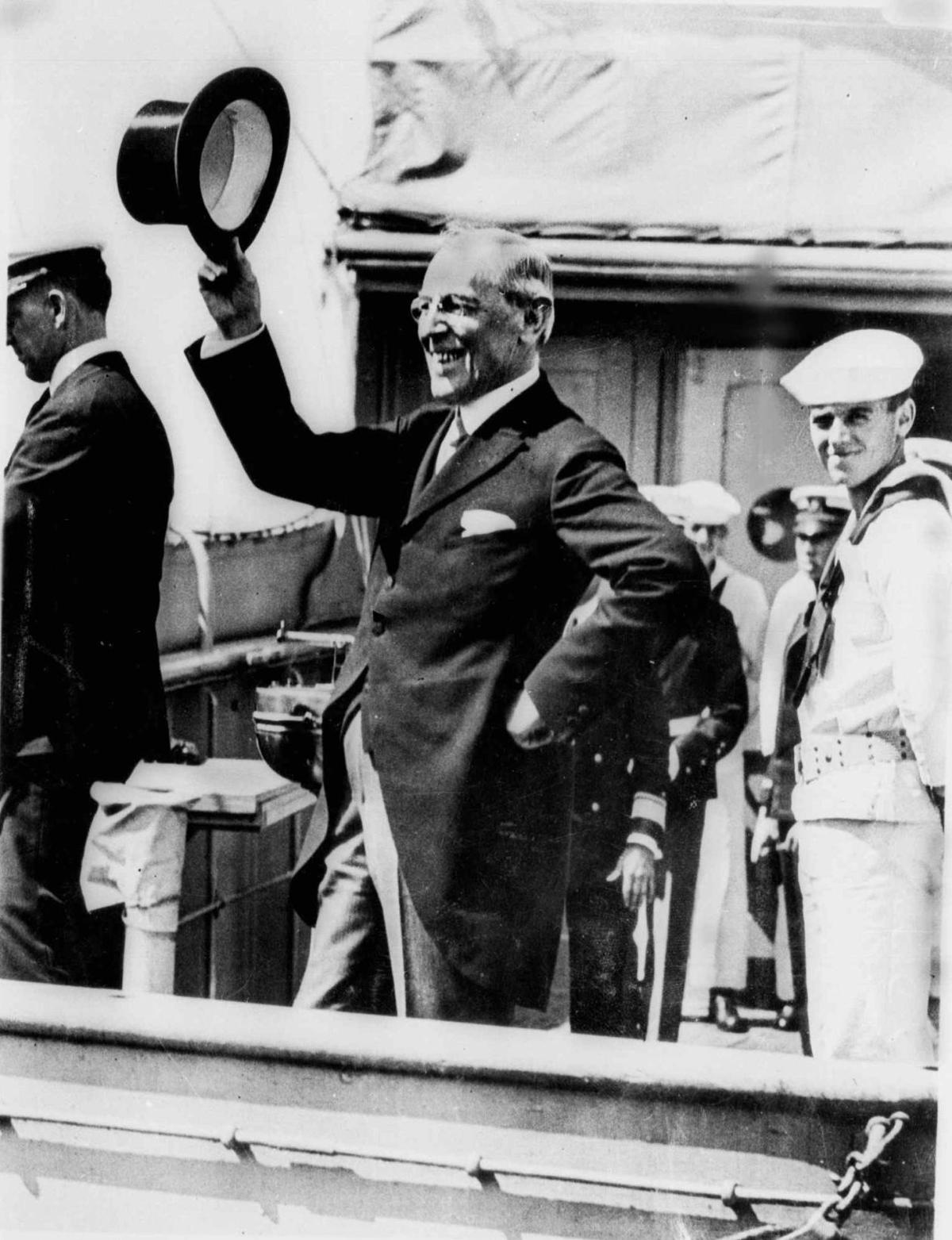
Woodrow Wilson em 1919.

### Quarto Sistema de Partido(1896–1930)
Os democratas agrários que defendiam a "prata livre" (política monetária expansionista, com cunhagem ilimitada de moedas de prata de acordo com a demanda, em oposição ao mais contido padrão-ouro) sobrepujaram os democratas bourbons em 1896 e nomearam William Jennings Bryan como candidato à presidência (nomeação esta que viria a ser repetida em 1900 e 1908). Bryan lançou uma vigorosa campanha contra os interesses monetários do leste, mas perdeu a eleição para o republicano William McKinley. Os democratas adquiriram o controle da Câmara dos Representantes dos Estados Unidos em 1910 e elegeram Woodrow Wilson como presidente em 1912 e 1916. Wilson levou o Congresso dos Estados Unidos a sepultar as questões de taxas alfandegárias, dinheiro e leis antitrustes que haviam dominado a política do país por quarenta anos, e promulgou leis progressistas.

### 1930–1960

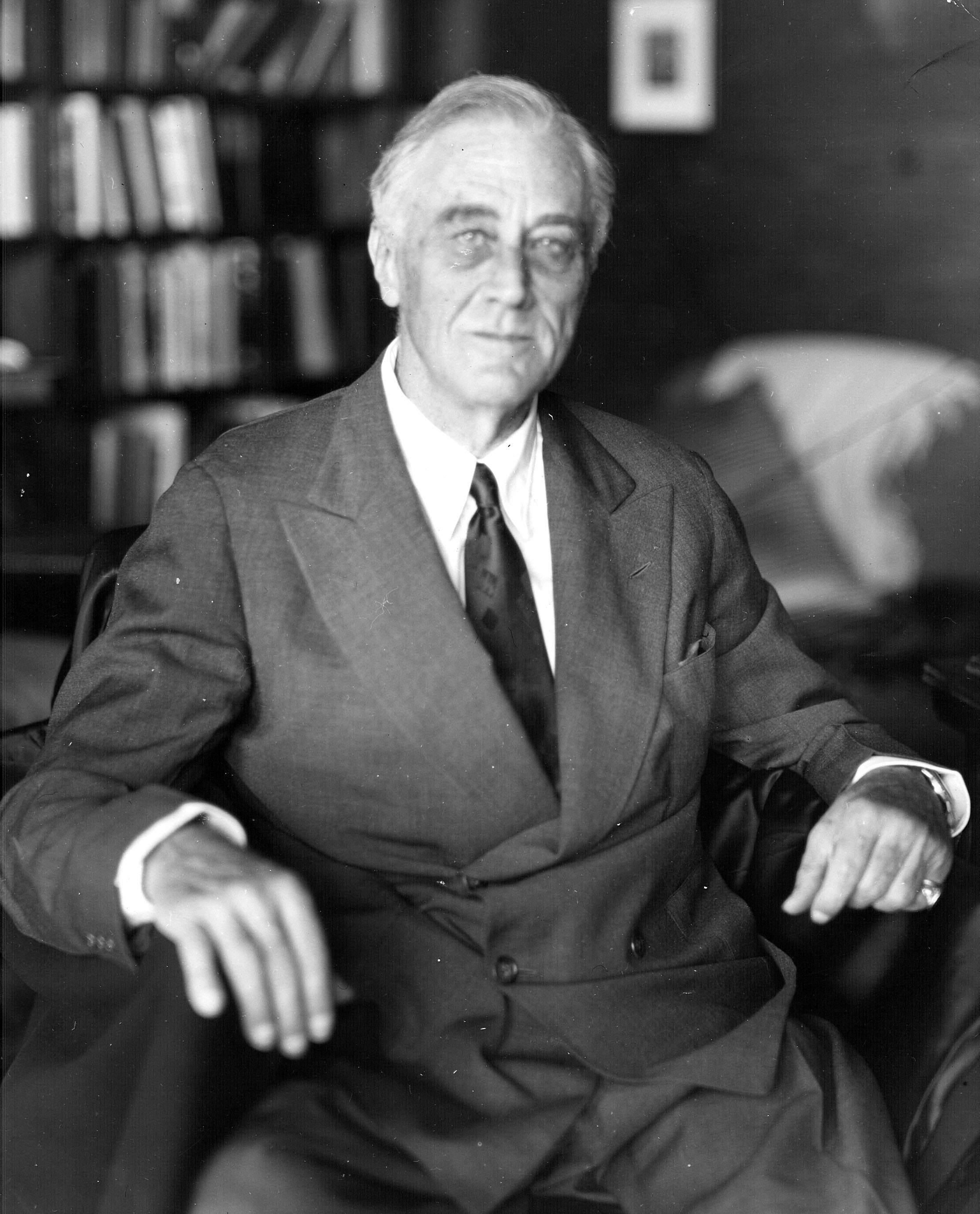
Franklin D. Roosevelt, o 32.º presidente dos Estados Unidos, em abril de 1945. No seu governo, o Partido Democrata começou sua virada para a centro-esquerda no espectro político, ao menos na área social.

A Grande Depressão em 1929, que ocorreu sob a presidência do republicano Herbert Hoover, e o Congresso com maioria republicana prepararam o terreno para um governo mais liberal; os democratas controlaram a Câmara dos Representantes quase ininterruptamente de 1930 a 1994 e ganharam a maioria das eleições presidenciais até 1968. Franklin D. Roosevelt, eleito presidente em 1932, lançou o programa de governo conhecido como New Deal. O liberalismo do "Novo Acordo" se baseava na regulação dos negócios (especialmente o setor bancário e de finanças) e na promoção dos sindicatos, assim como em gasto federal na ajuda aos desempregados e aos agricultores desesperados e na realização de grandes obras públicas. O programa marcou o início do estado de bem-estar social estadunidense. Seus opositores, que se opunham especialmente aos sindicatos e apoiavam os negócios e os tributos reduzidos, começaram a se chamar "conservadores".
Até a década de 1980, o Partido Democrata foi uma coalizão de dois partidos divididos pela linha de Mason-Dixon: os democratas liberais do norte de um lado, e os eleitores culturalmente conservadores do sul (que, embora se beneficiassem das grandes obras públicas do New Deal, se opunham às iniciativas relacionadas aos direitos políticos levadas a cabo pelos liberais do nordeste). A polarização entre esses dois grupos se acentuou após a morte de Roosevelt. Os democratas do sul desempenharam um papel chave na coalizão conservadora com os republicanos do meio-oeste. A filosofia economicamente ativista de Roosevelt, que influenciou poderosamente o liberalismo nos Estados Unidos, modelou muito da agenda econômica do partido após 1932. Da década de 1930 até meados da década de 1960, a coalizão do New Deal geralmente controlou a presidência, enquanto a coalizão conservadora geralmente controlou o congresso.
Questões que desafiaram o partido e o país após a Segunda Guerra Mundial incluíram a Guerra Fria e o Movimento dos direitos civis dos negros nos Estados Unidos. Os republicanos atraíram os conservadores e os sulistas brancos da coalizão democrata com sua "estratégia sulista" (apelar para o racismo contra os afro-americanos como forma de ganhar votos) e sua resistência ao New Deal e ao liberalismo da Grande Sociedade. Os afro-americanos haviam tradicionalmente apoiado o Partido Republicano por causa das políticas antiescravistas de Abraham Lincoln e as políticas de direitos civis de seus sucessores, como Ulysses S. Grant. Mas eles começaram a apoiar os democratas a partir da administração de Roosevelt, do New Deal, da integração nas Forças Armadas dos Estados Unidos, da defesa da legislação de direitos civis pelo presidente Harry Truman em 1947-48 e do movimento dos direitos civis no pós-guerra. A principal base de apoio dos democratas passou a ser, então, a Região Nordeste dos Estados Unidos, numa virada radical na sua história. Essa nova configuração interna de poder adotada causou um impacto tão profundo no partido que inaugurou o fenômeno chamado "realinhamento político" ou "inversão eleitoral crítica", com os democratas tomando posições antes dos republicanos e vice-versa, e influenciou vários outros movimentos em outras partes do mundo.

### 1960–1980

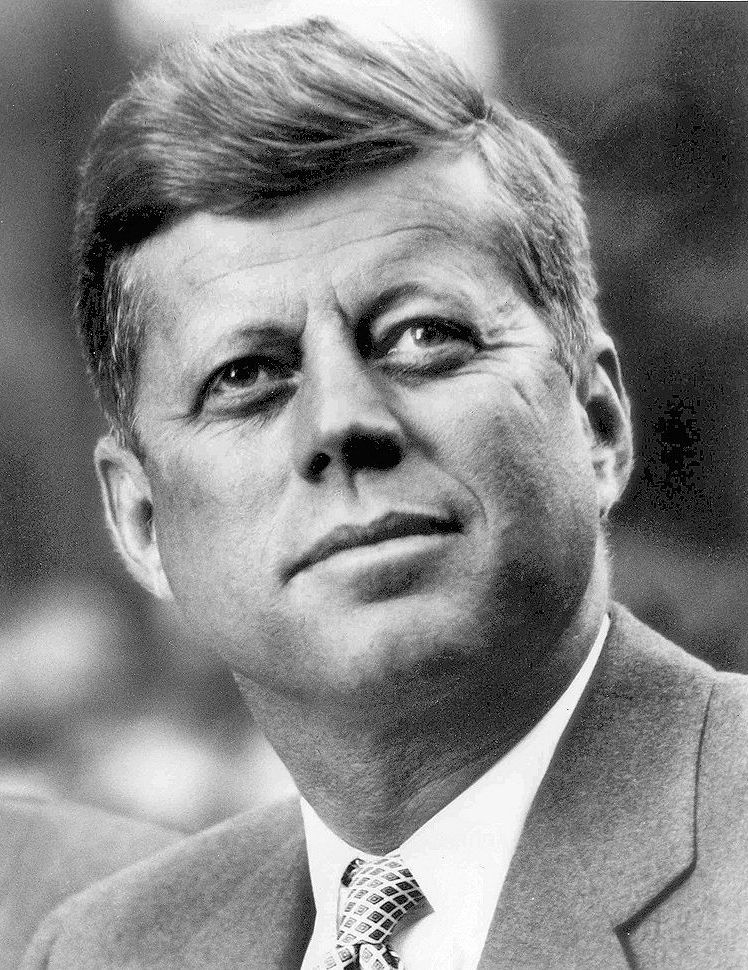
John F. Kennedy, presidente entre 1961 e 1963.

A eleição do presidente John F. Kennedy, de Massachusetts, em 1960, foi parcialmente um reflexo dessa mudança na base de apoio dos democratas. Na sua campanha, Kennedy atraiu uma nova geração de jovens eleitores. Na sua agenda, chamada de "Nova Fronteira", Kennedy prometeu programas sociais e grandes obras públicas, além de um maior apoio à NASA, propondo uma viagem tripulada à Lua no final da década. Ele apoiou iniciativas de direitos civis e propôs a Lei dos Direitos Civis de 1964, mas seu assassinato em novembro de 1963 impediu-o de ver a aprovação da lei.
O sucessor de Kennedy, Lyndon B. Johnson, foi capaz de persuadir o congresso majoritariamente conservador a aprovar a Lei dos Direitos Civis de 1964 e, com um congresso mais progressista em 1965, conseguiu aprovar muito da Grande Sociedade, que consistia num conjunto de programas sociais destinados a ajudar os mais pobres. A defesa de Kennedy e Johnson dos direitos civis solidificou o apoio dos afro-americanos aos democratas, mas, em compensação, afastou os brancos sulistas, que acabaram migrando para o Partido Republicano, particularmente após a eleição de Ronald Reagan em 1980. O envolvimento do país na Guerra do Vietnã na década de 1960 foi outro assunto polêmico que ajudou a dividir ainda mais a coalizão democrata. Após a Resolução do Golfo de Tonkin em 1964, o presidente Johnson enviou maior número de tropas para o Vietnã, mas isso não foi capaz de afastar a Frente Nacional para a Libertação do Vietname do Vietname do Sul, resultando num crescente atoleiro que, em 1968, gerou uma grande campanha popular contra a guerra no país e mesmo no resto do mundo. Com crescentes perdas humanas e noticiários noturnos veiculando imagens perturbadoras do Vietnã, o custoso engajamento militar no Vietnã tornou-se crescentemente impopular, afastando, do partido, muitos dos jovens eleitores que os democratas haviam atraído no começo da década. Os protestos nesse ano, junto com os assassinatos de Martin Luther King Jr. e do candidato democrata à presidência Robert F. Kennedy (irmão mais novo de John F. Kennedy), chegaram a seu clímax na controversa Convenção Nacional Democrata no verão em Chicago, a qual, em meio ao tumulto dentro e fora do salão de convenções, escolheu o vice-presidente Hubert Humphrey como candidato democrata à presidência, numa série de eventos que marcou o declínio da ampla coalizão do partido.

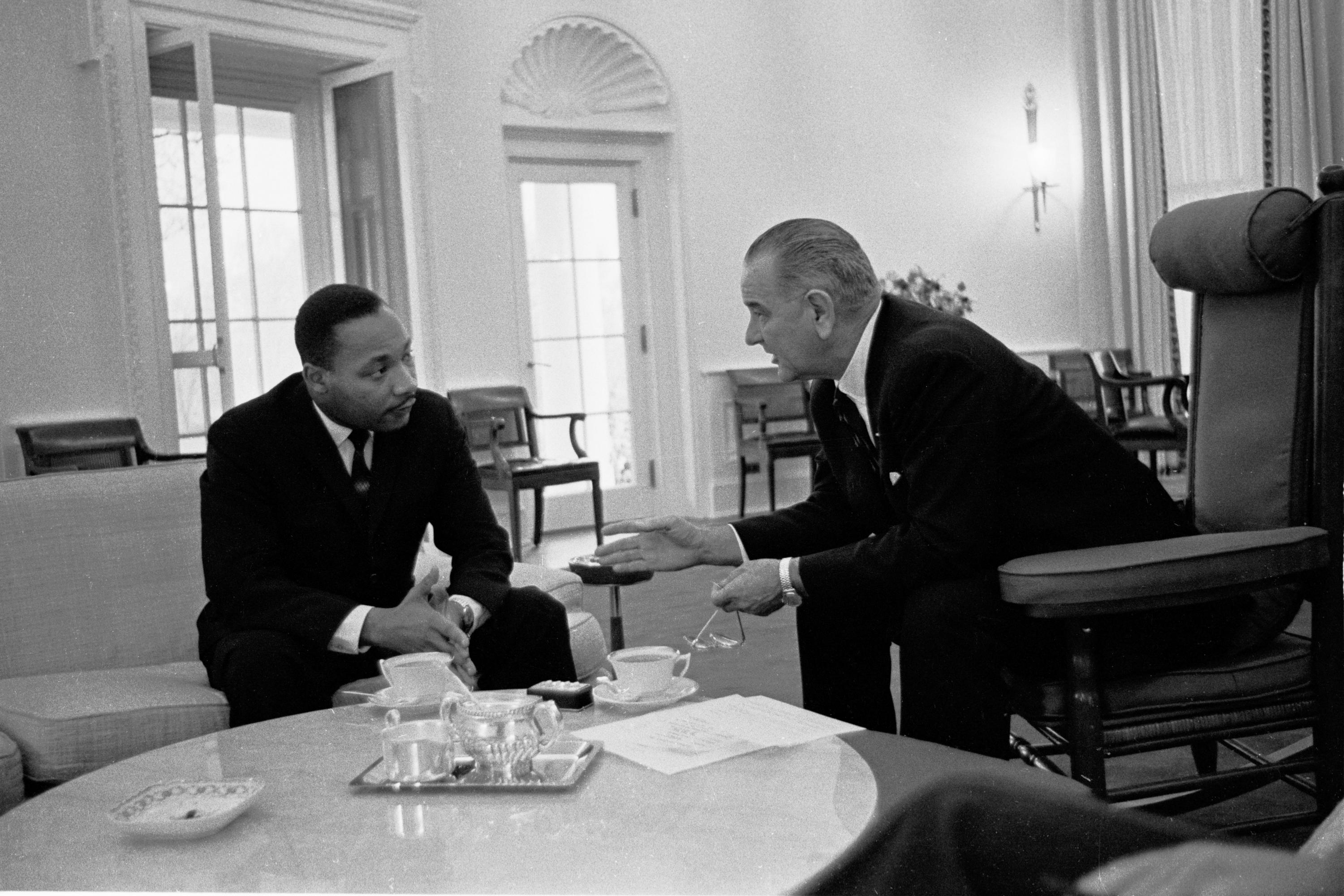
O presidente Lyndon Johnson se encontra com o ativista dos direitos civis Martin Luther King.

O candidato republicano à presidência, Richard Nixon, se aproveitou da confusão democrata e se elegeu presidente nesse ano. Em 1972, ele ganhou novamente a eleição, desta vez contra o democrata George McGovern, o qual, como Robert Kennedy, conseguira atrair os jovens contrários à guerra e os partidários da contracultura, mas ao contrário deste, não fora capaz de atrair os trabalhadores brancos, tradicionais eleitores dos democratas. O segundo mandato de Nixon foi abalado pelo caso Watergate, que o forçou  a renunciar em 1974. Ele foi sucedido pelo vice-presidente Gerald Ford. O caso Watergate deu, aos democratas, uma oportunidade de se recuperar, e seu candidato Jimmy Carter ganhou a eleição em 1976. Com o apoio inicial dos eleitores evangélicos do sul, Carter pôde, momentaneamente, reunir as diferentes facções do partido, mas a inflação e a Crise dos reféns americanos no Irã em 1979-1980 contribuíram para a esmagadora vitória do republicano Ronald Reagan em 1980, que prenunciou o predomínio republicano nos anos seguintes.

### 1980–presente

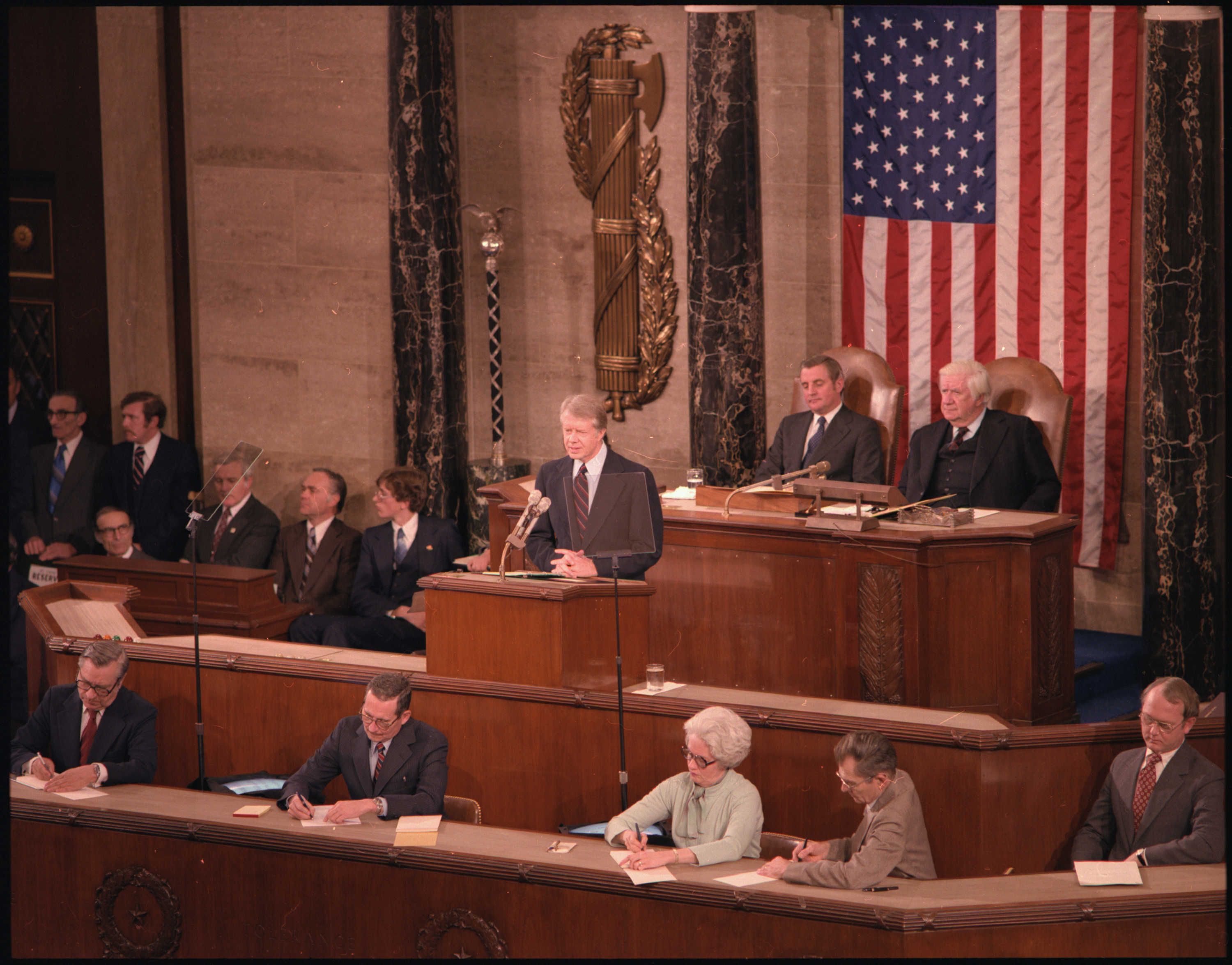
Jimmy Carter, o 39.º presidente dos Estados Unidos.

Com o predomínio dos republicanos a partir do governo de Ronald Reagan, os democratas procuraram reagir, mas Walter Mondale perdeu a eleição de 1984. Em consequência, os democratas começaram a procurar uma nova geração de líderes inspirados pelo idealismo pragmático de John F. Kennedy. Os democratas encontraram esse perfil no governador do Arkansas, Bill Clinton, que se elegeu presidente em 1992. Bill Clinton fazia parte dos Novos Democratas, uma facção centrista do partido. Seu governo adotou uma política econômica centrista, mas uma agenda social progressista. Num esforço para atrair tanto liberais quanto conservadores do ponto de vista fiscal, os democratas passaram a defender um orçamento equilibrado e economia de mercado temperada com intervencionismo econômico (economia mista), mantendo a ênfase na justiça social e ações afirmativas. A política econômica adotada pelos democratas, incluindo o governo Clinton, tem sido descrita como Terceira Via.
Os democratas perderam o controle do congresso nas eleições de 1994 para o Partido Republicano. Reeleito em 1996, Clinton foi o primeiro presidente democrata desde Franklin Roosevelt a ser eleito para dois mandatos. Após doze anos de predomínio republicano, os democratas reconquistaram a maioria tanto na Câmara de Representantes quanto no Senado na eleição de 2006.

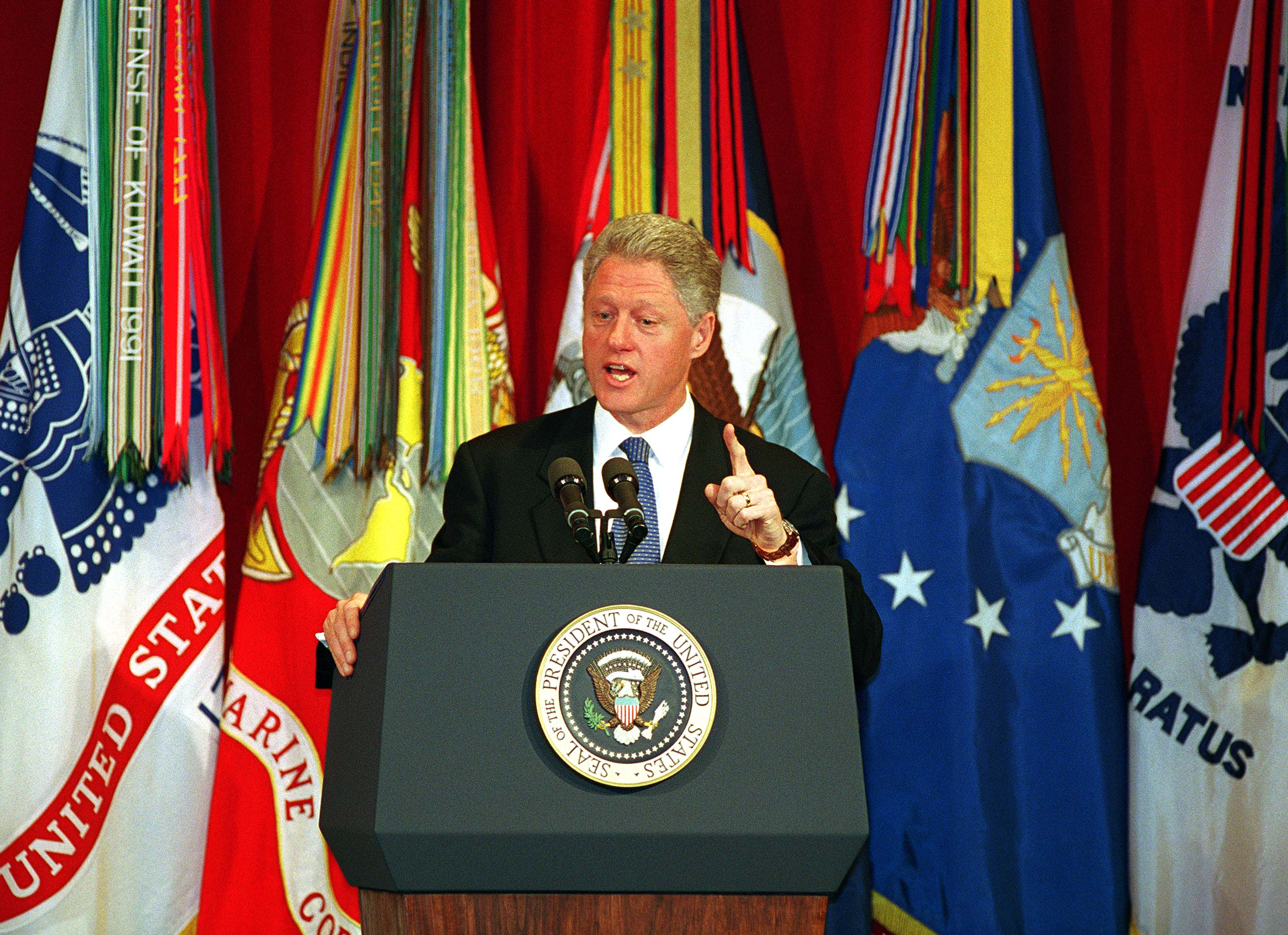
Bill Clinton, presidente dos Estados Unidos durante boa parte da década de 1990.

Na sequência dos Ataques de 11 de setembro de 2001 e com o aumento da preocupação com o aquecimento global, alguns dos principais tópicos abordados pelo partido no início do século XXI foram métodos de combate ao terrorismo, segurança nacional, ampliação do acesso a assistência médica, direitos trabalhistas, ambientalismo e manutenção do programa de governo liberal de esquerda. Barack Obama foi eleito o primeiro presidente afro-americano do país em 2008. Na sequência da recessão de 2007, o partido ganhou o controle de ambas as casas do congresso. O governo Obama fez avançar reformas como o Ato de Recuperação e Reinvestimento Estadunidense de 2009, o Ato Dodd-Frank de Proteção do Consumidor e Reforma de Wall Street e o Ato de Proteção ao Paciente e Assistência Acessível. Nas eleições nos Estados Unidos em 2010, o partido perdeu o controle da Câmara dos Representantes, bem como a maioria nos legislativos e governos estaduais. Na eleição presidencial nos Estados Unidos em 2012, Obama foi reeleito mas o partido continuou a ser minoria na câmara. Em 2014, o partido perdeu o controle do senado pela primeira vez desde 2006. Após a eleição presidencial nos Estados Unidos em 2016, com a vitória de Donald Trump, o partido passou para a oposição, não possuindo nem a presidência nem a maioria no senado ou na câmara.
De acordo com uma pesquisa do Pew Research Center, o partido se tornou mais socialmente liberal e secular em comparação ao que era em 1987. Uma pesquisa de agosto de 2017 da Gallup descobriu que 28% dos estadunidenses se considerava democrata, 28% republicano e 41% independente.

## Nome e símbolo

O logotipo do partido continua sendo o burro, símbolo bem conhecido do Partido Democrata, apesar de não ser seu logotipo oficial

O Partido Democrata-Republicano se dividiu em 1824 no efêmero Partido Republicano Nacional e no movimento Jacksoniano que em 1828 se tornou o Partido Democrata. Durante a era Jacksoniana, o termo "A Democracia" estava em uso pelo partido, mas o nome "Partido Democrata" foi finalmente estabelecido e se tornou o nome oficial em 1844. Os membros do partido são chamados de "Democratas" ou "Dems".
O símbolo de mascote mais comum do partido tem sido o burro e/ou jumento. A oposição de Andrew Jackson distorceram seu nome para "jumento" como um termo provocativo em relação a um animal estúpido e teimoso. No entanto, os democratas gostaram das implicações do homem comum e também as adotaram, portanto a imagem persistiu e evoluiu. No início do século XX, o símbolo tradicional do Partido Democrata em Indiana, Kentucky, Oklahoma e Ohio era o galo — em oposição à águia republicana. O galo também foi adotado como símbolo oficial do Partido Democrata Nacional. Em 1904, o Partido Democrata do Alabama escolheu, como logotipo para colocar em suas cédulas, um galo com o lema "Supremacia branca – Pelo direito". As palavras "Supremacia branca" foram substituídas por "Democratas" em 1966. Em 1996, o Partido Democrata do Alabama abandonou o galo, citando conotações racistas e de supremacia branca associadas ao símbolo. O símbolo do galo ainda aparece nas cédulas de Oklahoma, Kentucky, Indiana e Virgínia Ocidental.

## Características
O seu símbolo é um burro, geralmente representado em cores vermelha e azul. Essa última é considerada a cor oficial do Partido Democrata.
Localmente, o Partido Democrata tem vindo a aproximar-se do conservadorismo do seu adversário, o Partido Republicano, em especial na região oeste, no centro e no sul do país. O Partido Democrata costuma ser tradicionalmente apoiado pelos trabalhadores, sindicatos, assalariados, pela maioria das profissões intelectuais (professores, jornalistas, artistas) e por algumas minorias étnicas (afro-americanos, hispânicos) e religiosas (católicos, judeus), enquanto o Partido Republicano costuma ser associado à população dita WASP ("White Anglo-Saxon Protestant"; Branca, Anglo-Saxã, Protestante), mais próxima dos meios financeiros e de negócios, profissionais liberais, empreendedores e também das correntes religiosas protestantes maioritárias no país.
Entretanto, vale lembrar que foi Abraham Lincoln, presidente republicano, que garantiu a abolição da escravatura, liderando a União (norte) contra os confederados (sul). Além disso, o Partido Democrata abrigou todos os governadores pró-segregacionismo do sul dos Estados Unidos, como Bob Kennon, George Wallace, Lester Maddox entre outros.

## Resultados eleitorais

Joe Biden foi o 46.º presidente dos Estados Unidos, sendo o décimo-sexto e último Democrata no cargo até a presente data.

### Eleições presidenciais
| Data | Candidato              | CI. | Votos      | %            | +/-  | Colégio Eleitoral | +/- | Status     |
| ---- | ---------------------- | --- | ---------- | ------------ | ---- | ----------------- | --- | ---------- |
| 1828 | Andrew Jackson         | 1.º | 642 553    | 56,0 / 100,0 |      | 178 / 261         |     | Eleito     |
| 1832 | Andrew Jackson         | 1.º | 701 780    | 54,2 / 100,0 | 1,8  | 219 / 286         | 41  |            |
| 1836 | Martin van Buren       | 1.º | 764 176    | 50,8 / 100,0 | 3,4  | 170 / 294         | 49  |            |
| 1840 | Martin van Buren       | 2.º | 1 128 854  | 46,8 / 100,0 | 4,0  | 60 / 294          | 110 | Não Eleito |
| 1844 | James K. Polk          | 1.º | 1 339 494  | 49,5 / 100,0 | 2,7  | 170 / 275         | 110 | Eleito     |
| 1848 | Lewis Cass             | 2.º | 1 223 460  | 42,5 / 100,0 | 7,0  | 127 / 290         | 43  | Não Eleito |
| 1852 | Franklin Pierce        | 1.º | 1 607 510  | 50,8 / 100,0 | 8,3  | 254 / 296         | 127 | Eleito     |
| 1856 | James Buchanan         | 1.º | 1 836 072  | 45,3 / 100,0 | 5,5  | 174 / 296         | 80  |            |
| 1860 | Stephen A. Douglas     | 2.º | 1 380 202  | 29,5 / 100,0 | 15,8 | 12 / 303          | 162 | Não Eleito |
| 1864 | George B. McClellan    | 2.º | 1 812 807  | 45,0 / 100,0 | 15,5 | 21 / 233          | 9   |            |
| 1868 | Horatio Seymour        | 2.º | 2 708 744  | 47,3 / 100,0 | 2,3  | 80 / 294          | 59  |            |
| 1872 | Horace Greeley         | 2.º | 2 834 761  | 43,8 / 100,0 | 3,5  | 3 / 352           | 77  |            |
| 1876 | Samuel J. Tilden       | 1.º | 4 286 808  | 50,9 / 100,0 | 7,1  | 184 / 369         | 181 |            |
| 1880 | Winfield Hancock       | 2.º | 4 444 260  | 48,3 / 100,0 | 2,6  | 155 / 369         | 29  |            |
| 1884 | Grover Cleveland       | 1.º | 4 914 482  | 48,9 / 100,0 | 0,6  | 219 / 401         | 64  | Eleito     |
| 1888 | Grover Cleveland       | 1.º | 5 534 488  | 48,6 / 100,0 | 0,3  | 168 / 401         | 51  | Não Eleito |
| 1892 | Grover Cleveland       | 1.º | 5 553 898  | 46,0 / 100,0 | 2,6  | 277 / 444         | 109 | Eleito     |
| 1896 | William Jennings Bryan | 2.º | 6 509 052  | 46,7 / 100,0 | 0,7  | 176 / 447         | 101 | Não Eleito |
| 1900 | William Jennings Bryan | 2.º | 6 370 932  | 45,5 / 100,0 | 1,2  | 155 / 447         | 21  |            |
| 1904 | Alton B. Parker        | 2.º | 5 083 880  | 37,6 / 100,0 | 7,9  | 140 / 476         | 15  |            |
| 1908 | William Jennings Bryan | 2.º | 6 408 979  | 43,0 / 100,0 | 5,4  | 162 / 483         | 22  |            |
| 1912 | Woodrow Wilson         | 1.º | 6 296 284  | 41,8 / 100,0 | 1,2  | 435 / 531         | 273 | Eleito     |
| 1916 | Woodrow Wilson         | 1.º | 9 126 868  | 49,2 / 100,0 | 7,4  | 277 / 531         | 158 |            |
| 1920 | James M. Cox           | 1.º | 9 139 661  | 34,2 / 100,0 | 15,0 | 127 / 531         | 150 | Não Eleito |
| 1924 | John Davis             | 2.º | 8 386 242  | 28,8 / 100,0 | 5,4  | 136 / 531         | 9   |            |
| 1928 | Al Smith               | 2.º | 15 015 464 | 40,8 / 100,0 | 12,0 | 87 / 531          | 49  |            |
| 1932 | Franklin Roosevelt     | 1.º | 22 821 277 | 57,4 / 100,0 | 16,6 | 472 / 531         | 385 | Eleito     |
| 1936 | Franklin Roosevelt     | 1.º | 27 752 648 | 60,8 / 100,0 | 3,4  | 523 / 531         | 51  |            |
| 1940 | Franklin Roosevelt     | 1.º | 27 313 945 | 54,7 / 100,0 | 6,1  | 449 / 531         | 74  |            |
| 1944 | Franklin Roosevelt     | 1.º | 25 612 916 | 53,4 / 100,0 | 1,3  | 432 / 531         | 17  |            |
| 1948 | Harry S. Truman        | 1.º | 24 179 347 | 49,6 / 100,0 | 3,8  | 303 / 531         | 129 |            |
| 1952 | Adlai Stevenson II     | 2.º | 27 375 090 | 44,3 / 100,0 | 5,3  | 89 / 531          | 214 | Não Eleito |
| 1956 | Adlai Stevenson II     | 2.º | 26 028 028 | 42,0 / 100,0 | 2,3  | 73 / 531          | 16  |            |
| 1960 | John F. Kennedy        | 1.º | 34 220 984 | 49,7 / 100,0 | 7,7  | 303 / 537         | 230 | Eleito     |
| 1964 | Lyndon B. Johnson      | 1.º | 43 127 041 | 61,1 / 100,0 | 11,4 | 486 / 538         | 183 |            |
| 1968 | Hubert Humphrey        | 2.º | 31 271 839 | 42,7 / 100,0 | 18,4 | 191 / 538         | 295 | Não Eleito |
| 1972 | George McGovern        | 2.º | 29 173 222 | 37,5 / 100,0 | 5,2  | 17 / 538          | 174 |            |
| 1976 | Jimmy Carter           | 1.º | 40 831 881 | 50,1 / 100,0 | 12,6 | 297 / 538         | 280 | Eleito     |
| 1980 | Jimmy Carter           | 2.º | 35 480 115 | 41,0 / 100,0 | 9,1  | 49 / 538          | 248 | Não Eleito |
| 1984 | Walter Mondale         | 2.º | 37 577 352 | 40,6 / 100,0 | 0,5  | 13 / 538          | 36  |            |
| 1988 | Michael Dukakis        | 2.º | 41 809 476 | 45,7 / 100,0 | 5,1  | 111 / 538         | 98  |            |
| 1992 | Bill Clinton           | 1.º | 44 909 806 | 43,0 / 100,0 | 2,7  | 370 / 538         | 259 | Eleito     |
| 1996 | Bill Clinton           | 1.º | 47 401 185 | 49,2 / 100,0 | 6,2  | 379 / 538         | 9   |            |
| 2000 | Al Gore                | 1.º | 50 999 897 | 48,4 / 100,0 | 0,8  | 266 / 538         | 113 | Não Eleito |
| 2004 | John Kerry             | 2.º | 59 028 444 | 48,3 / 100,0 | 0,1  | 251 / 538         | 15  |            |
| 2008 | Barack Obama           | 1.º | 69 498 516 | 52,9 / 100,0 | 4,6  | 365 / 538         | 114 | Eleito     |
| 2012 | Barack Obama           | 1.º | 65 915 795 | 51,1 / 100,0 | 1,8  | 332 / 538         | 33  |            |
| 2016 | Hillary Clinton        | 1.º | 65 844 954 | 48,2 / 100,0 | 2,9  | 227 / 538         | 105 | Não Eleito |
| 2020 | Joe Biden              | 1.º | 81 268 867 | 51,3 / 100,0 | 3,1  | 306 / 538         | 79  | Eleito     |
| 2024 | Kamala Harris          | 2.º | 75 017 613 | 48,3 / 100,0 | 2,9  | 226 / 538         | 80  | Não Eleito |

### Câmara dos Representantes
| Data | CI. | Votos      | %            | +/- | Mandatos  | +/-     |
| ---- | --- | ---------- | ------------ | --- | --------- | ------- |
| 1832 | 1.º | N/D        | N/D          |     | 143 / 240 |         |
| 1834 | 1.º | N/D        | N/D          |     | 143 / 242 | Estável |
| 1836 | 1.º | N/D        | N/D          |     | 128 / 242 | 15      |
| 1838 | 1.º | N/D        | N/D          |     | 125 / 242 | 3       |
| 1840 | 2.º | N/D        | N/D          |     | 99 / 242  | 26      |
| 1842 | 1.º | N/D        | N/D          |     | 148 / 223 | 49      |
| 1844 | 1.º | N/D        | N/D          |     | 142 / 227 | 6       |
| 1846 | 2.º | N/D        | N/D          |     | 112 / 230 | 30      |
| 1848 | 1.º | N/D        | N/D          |     | 113 / 233 | 1       |
| 1850 | 1.º | N/D        | N/D          |     | 130 / 233 | 17      |
| 1852 | 1.º | N/D        | N/D          |     | 158 / 234 | 28      |
| 1854 | 1.º | N/D        | N/D          |     | 83 / 234  | 75      |
| 1856 | 1.º | N/D        | N/D          |     | 133 / 237 | 50      |
| 1858 | 2.º | N/D        | N/D          |     | 98 / 238  | 35      |
| 1860 | 2.º | N/D        | N/D          |     | 45 / 183  | 53      |
| 1862 | 2.º | N/D        | N/D          |     | 72 / 184  | 27      |
| 1864 | 2.º | N/D        | N/D          |     | 38 / 193  | 34      |
| 1866 | 2.º | N/D        | N/D          |     | 47 / 224  | 9       |
| 1868 | 2.º | N/D        | N/D          |     | 67 / 243  | 20      |
| 1870 | 2.º | N/D        | N/D          |     | 104 / 243 | 37      |
| 1872 | 2.º | N/D        | N/D          |     | 89 / 292  | 15      |
| 1874 | 1.º | N/D        | N/D          |     | 183 / 293 | 94      |
| 1876 | 1.º | N/D        | N/D          |     | 157 / 293 | 26      |
| 1878 | 1.º | N/D        | N/D          |     | 148 / 293 | 9       |
| 1880 | 2.º | N/D        | N/D          |     | 131 / 293 | 17      |
| 1882 | 1.º | N/D        | N/D          |     | 199 / 325 | 68      |
| 1884 | 1.º | N/D        | N/D          |     | 183 / 325 | 16      |
| 1886 | 1.º | N/D        | N/D          |     | 167 / 325 | 16      |
| 1888 | 2.º | N/D        | N/D          |     | 152 / 332 | 15      |
| 1890 | 1.º | N/D        | N/D          |     | 238 / 332 | 86      |
| 1892 | 1.º | N/D        | N/D          |     | 220 / 356 | 18      |
| 1894 | 2.º | N/D        | N/D          |     | 93 / 357  | 127     |
| 1896 | 2.º | N/D        | N/D          |     | 124 / 357 | 31      |
| 1898 | 2.º | N/D        | N/D          |     | 161 / 357 | 37      |
| 1900 | 2.º | N/D        | N/D          |     | 151 / 357 | 10      |
| 1902 | 2.º | N/D        | N/D          |     | 176 / 386 | 25      |
| 1904 | 2.º | N/D        | N/D          |     | 135 / 386 | 41      |
| 1906 | 2.º | N/D        | N/D          |     | 167 / 391 | 32      |
| 1908 | 2.º | N/D        | N/D          |     | 172 / 391 | 5       |
| 1910 | 1.º | N/D        | N/D          |     | 230 / 394 | 58      |
| 1912 | 1.º | N/D        | N/D          |     | 291 / 435 | 61      |
| 1914 | 1.º | N/D        | N/D          |     | 230 / 435 | 61      |
| 1916 | 2.º | N/D        | N/D          |     | 214 / 435 | 16      |
| 1918 | 2.º | N/D        | N/D          |     | 192 / 435 | 22      |
| 1920 | 2.º | N/D        | N/D          |     | 131 / 435 | 61      |
| 1922 | 2.º | N/D        | N/D          |     | 207 / 435 | 76      |
| 1924 | 2.º | N/D        | N/D          |     | 183 / 435 | 24      |
| 1926 | 2.º | N/D        | N/D          |     | 194 / 435 | 11      |
| 1928 | 2.º | N/D        | N/D          |     | 164 / 435 | 30      |
| 1930 | 1.º | N/D        | N/D          |     | 216 / 435 | 52      |
| 1932 | 1.º | N/D        | N/D          |     | 313 / 435 | 97      |
| 1934 | 1.º | N/D        | N/D          |     | 322 / 435 | 9       |
| 1936 | 1.º | N/D        | N/D          |     | 334 / 435 | 12      |
| 1938 | 1.º | 17 715 450 | 48,7 / 100,0 |     | 262 / 435 | 72      |
| 1940 | 1.º | 24 227 821 | 51,4 / 100,0 | 2,7 | 267 / 435 | 5       |
| 1942 | 2.º | 13 181 759 | 47,0 / 100,0 | 4,4 | 222 / 435 | 45      |
| 1944 | 1.º | 23 380 045 | 51,8 / 100,0 | 4,8 | 242 / 435 | 20      |
| 1946 | 2.º | 15 491 113 | 45,0 / 100,0 | 6,8 | 188 / 435 | 54      |
| 1948 | 1.º | 24 217 516 | 52,6 / 100,0 | 7,6 | 263 / 435 | 75      |
| 1950 | 1.º | 19 991 683 | 49,6 / 100,0 | 3,0 | 235 / 435 | 28      |
| 1952 | 1.º | 28 642 537 | 49,8 / 100,0 | 0,2 | 213 / 435 | 22      |
| 1954 | 1.º | 22 366 386 | 52,5 / 100,0 | 2,7 | 232 / 435 | 19      |
| 1956 | 1.º | 30 062 042 | 51,2 / 100,0 | 1,3 | 234 / 435 | 2       |
| 1958 | 1.º | 25 604 679 | 56,0 / 100,0 | 4,8 | 283 / 437 | 49      |
| 1960 | 1.º | 35 125 032 | 54,8 / 100,0 | 1,2 | 262 / 437 | 21      |
| 1962 | 1.º | 26 860 184 | 52,4 / 100,0 | 2,4 | 258 / 435 | 4       |
| 1964 | 1.º | 37 643 960 | 57,1 / 100,0 | 4,7 | 295 / 435 | 37      |
| 1966 | 1.º | 26 934 136 | 50,9 / 100,0 | 6,2 | 248 / 435 | 47      |
| 1968 | 1.º | 33 214 994 | 50,2 / 100,0 | 0,7 | 243 / 435 | 5       |
| 1970 | 1.º | 29 080 212 | 53,6 / 100,0 | 3,4 | 255 / 435 | 12      |
| 1972 | 1.º | 37 071 352 | 52,1 / 100,0 | 1,5 | 242 / 435 | 13      |
| 1974 | 1.º | 30 054 097 | 57,5 / 100,0 | 5,4 | 291 / 435 | 49      |
| 1976 | 1.º | 41 474 890 | 55,9 / 100,0 | 1,6 | 292 / 435 | 1       |
| 1978 | 1.º | 29 317 222 | 53,7 / 100,0 | 2,2 | 277 / 435 | 15      |
| 1980 | 1.º | 39 347 947 | 50,5 / 100,0 | 3,2 | 243 / 435 | 34      |
| 1982 | 1.º | 35 284 473 | 55,2 / 100,0 | 4,7 | 269 / 435 | 26      |
| 1984 | 1.º | 42 973 494 | 52,1 / 100,0 | 3,1 | 253 / 435 | 16      |
| 1986 | 1.º | 32 447 021 | 54,3 / 100,0 | 2,2 | 258 / 435 | 5       |
| 1988 | 1.º | 43 544 565 | 53,3 / 100,0 | 1,0 | 260 / 435 | 2       |
| 1990 | 1.º | 32 463 472 | 52,1 / 100,0 | 1,2 | 267 / 435 | 7       |
| 1992 | 1.º | 48 654 189 | 50,1 / 100,0 | 2,0 | 258 / 435 | 9       |
| 1994 | 2.º | 31 609 829 | 44,8 / 100,0 | 5,3 | 204 / 435 | 54      |
| 1996 | 1.º | 43 507 586 | 48,2 / 100,0 | 3,4 | 207 / 435 | 3       |
| 1998 | 2.º | 31 490 298 | 47,3 / 100,0 | 0,9 | 211 / 435 | 4       |
| 2000 | 2.º | 46 582 167 | 47,1 / 100,0 | 0,2 | 212 / 435 | 1       |
| 2002 | 2.º | 33 795 885 | 45,2 / 100,0 | 1,9 | 205 / 435 | 7       |
| 2004 | 2.º | 52 969 786 | 46,8 / 100,0 | 1,6 | 202 / 435 | 3       |
| 2006 | 1.º | 42 338 795 | 52,3 / 100,0 | 5,5 | 233 / 435 | 31      |
| 2008 | 1.º | 65 237 840 | 53,2 / 100,0 | 0,9 | 257 / 435 | 24      |
| 2010 | 2.º | 38 980 192 | 44,9 / 100,0 | 8,3 | 193 / 435 | 64      |
| 2012 | 1.º | 59 645 531 | 48,8 / 100,0 | 3,9 | 201 / 435 | 8       |
| 2014 | 2.º | 35 624 357 | 45,5 / 100,0 | 3,3 | 188 / 435 | 13      |
| 2016 | 2.º | 61 776 554 | 48,0 / 100,0 | 2,5 | 194 / 435 | 6       |
| 2018 | 1.º | 60 589 257 | 53,4 / 100,0 | 5,4 | 235 / 435 | 41      |
| 2020 | 1.º | 77 122 690 | 50,3 / 100,0 | 3,1 | 222 / 435 | 13      |
| 2022 | 2.º | 51 280 463 | 47,3 / 100,0 | 3,0 | 213 / 435 | 9       |
| 2024 | 2.º | 70 786 229 | 47,8 / 100,0 | 0,5 | 215 / 435 | 2       |

## Presidentes democratas

Animação com os resultados das eleições presidenciais nos EUA desde 1856

| N.º | Nome                  | Retrato | Estado de origem | Período dos mandatos                                                            |
| --- | --------------------- | ------- | ---------------- | ------------------------------------------------------------------------------- |
| 1º  | Andrew Jackson        |         | Tennessee        | 4 de março de 1829 – 4 de março de 1837                                         |
| 2º  | Martin Van Buren      |         | Nova Iorque      | 4 de março de 1837 – 4 de março de 1841                                         |
| 3º  | James K. Polk         |         | Tennessee        | 4 de março de 1845 – 4 de março de 1849                                         |
| 4º  | Franklin Pierce       |         | Nova Hampshire   | 4 de março de 1853 – 4 de março de 1857                                         |
| 5º  | James Buchanan        |         | Pensilvânia      | 4 de março de 1857 – 4 de março de 1861                                         |
| 6º  | Andrew Johnson        |         | Tennessee        | 15 de abril de 1865 – 4 de março de 1869                                        |
| 7º  | Grover Cleveland      |         | Nova Iorque      | 4 de março de 1885 – 4 de março de 1889 4 de março de 1893 – 4 de março de 1897 |
| 8º  | Woodrow Wilson        |         | New Jersey       | 4 de março de 1913 – 4 de março de 1921                                         |
| 9º  | Franklin D. Roosevelt |         | Nova Iorque      | 4 de março de 1933 – 12 de abril de 1945                                        |
| 10º | Harry S. Truman       |         | Missouri         | 12 de abril de 1945 – 20 de janeiro de 1953                                     |
| 11º | John F. Kennedy       |         | Massachusetts    | 20 de janeiro de 1961 – 22 de novembro de 1963                                  |
| 12º | Lyndon B. Johnson     |         | Texas            | 22 de novembro de 1963 – 20 de janeiro de 1969                                  |
| 13º | Jimmy Carter          |         | Geórgia          | 20 de janeiro de 1977 – 20 de janeiro de 1981                                   |
| 14º | Bill Clinton          |         | Arkansas         | 20 de janeiro de 1993 – 20 de janeiro de 2001                                   |
| 15º | Barack Obama          |         | Illinois         | 20 de janeiro de 2009 – 20 de janeiro de 2017                                   |
| 16º | Joe Biden             |         | Delaware         | 20 de janeiro de 2021 – 20 de janeiro de 2025                                   |